# Young Tom Morris

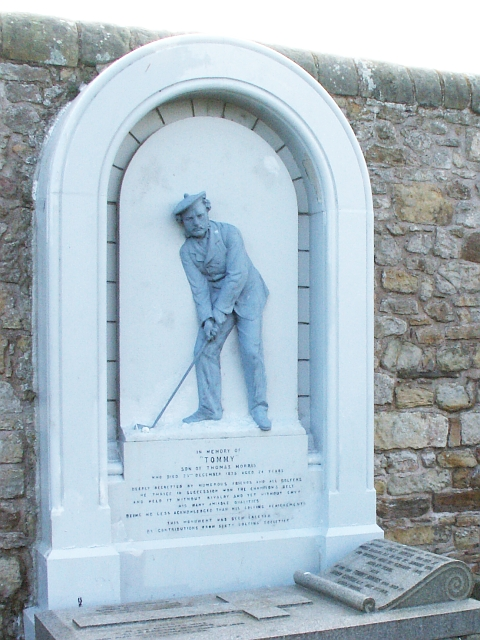
Grabdenkmal in St. Andrews

Young Tom Morris, auch bekannt als Tom Morris, Jr. (* 20. April 1851 in St Andrews; † 25. Dezember 1875) war ein schottischer Golfspieler und der zweite Sohn des Golf-Universalgenies Old Tom Morris.
„Young Tom“ war der beste Golfspieler seiner Zeit, vermutlich sogar der beste des 19. Jahrhunderts: er gewann die Open Championship (auch „British Open“ genannt) zum ersten Mal 1868 im Alter von nur 17 Jahren. Er wiederholte diesen Erfolg in den Jahren 1869, 1870 und 1872.
1868 schaffte er das erste „Hole-in-one“ auf der Open Championship am achten Loch in Prestwick. Den 2. Platz hinter ihm belegte im Jahre 1869 sein Vater, ein einmaliges Ereignis bei der Open Championship.
Young Tom durfte nach seinem Hattrick den Original-Championship-Gürtel behalten. Nachdem 1871 die Open Championship ausgefallen war, wurde für das nächste Turnier 1872 die berühmte Claret Jug-Golf Trophy geschaffen. Durch seinen erneuten Sieg ist hierauf sein Name als der erste eingraviert.
Während eines Spiels im September 1875 erhielt er die telegrafische Nachricht, dass seine hochschwangere Frau schwer erkrankt war. Sein Vater und er eilten nach Hause, fanden das Neugeborene und die Mutter aber nur noch tot vor. Von diesem Schicksalsschlag erholte sich Young Tom nicht mehr, er verstarb im Alter von nur 24 Jahren.
Sein Gedenken wird durch eine Gedenktafel in der St. Andrews Kathedrale mit dieser Inschrift bewahrt:

„Deeply regretted by numerous friends and all golfers, he thrice in succession won the championship belt and held it without rivalry and yet without envy, his many amiable golfing qualities being no less acknowledged than his golfing achievements.“

„Zutiefst von zahlreichen Freunden und allen Golfern bedauert, gewann er dreimal in Folge den WM-Gürtel und schaffte es ohne Rivalität und ohne Neid, dass seine vielen liebenswürdigen Golf-Qualitäten ebenso anerkannt werden wie seine Golf-Leistungen.“

2002 wurde Tom Morris in die Scottish Sports Hall of Fame aufgenommen.